# Kuryliwka (rejon konotopski)
Kuryliwka (ukr. Курилівка) – wieś na Ukrainie, w obwodzie sumskim, w rejonie konotopskim, w hromadzie Dubowjaziwka. W 2001 liczyła 740 mieszkańców.